# Гуж (посёлок)
Гуж — посёлок в составе сельского поселения Кажым Койгородского района Республики Коми. Численность населения посёлка составляет 0 человек (2023).

## Географическое положение
Поселок расположен примерно в 10 км к западу от центра сельсовета посёлка Кажым и примерно в 21 км к восток-юго-востоку от районного центра села Койгородок.

## Климат
Климат умеренно-континентальный с наименее суровыми условиями. Лето короткое, средняя продолжительность безморозного периода 102 дня, зима длинная, холодная, с устойчивым снежным покровом. Средняя годовая температура воздуха составляет 1 ºС. Среднемноголетнее количество годовых осадков 622 мм.

## Население
| 1989 | 2002 | 2010 |
| ---- | ---- | ---- |
| 141  | ↘33  | ↘2   |

В 2002 году было учтено 33 постоянных жителя, 70 % русские,.